# Mats Ronander
Mats Sture Ronander (født 1. april 1954 i Sundsvall) er en svensk sanger, guitarist, komponist og producer, der tidligere har været gift med Sanne Salomonsen.
Ronander begyndte som 16-årig som sanger bandet Blues Quality, og kom senere med i bandet Nature, der udgav nogle albums og medvirkede på en live-cd med Ulf Lundell. Mats Ronander medvirkede desuden på tre af Lundells studioalbums. Hans største succes fik han med Gör mig lycklig nu fra 1992, som han indsang med Kim Larsen. Albummet fra samme år, Himlen gråter för Elmore James, blev også hans største til dato.
Udover sin egen karriere har Ronander fungeret som producer for bl.a. Py Bäckman, turneret med ABBA i USA og medvirket i spillefilmen Sömnen. I 2007 var han på turné med The Original ABBA Orchestra.
Udover ægteskabet med Sanne Salomonsen har han været samboende med skuespilleren Sanna Ekman.

## Diskografi
- 1978 – Wellander&Ronander
- 1981 – Hård kärlek
- 1982 – God bok
- 1984 – 50/50
- 1985 – Tokig
- 1987 – Reality
- 1989 – Rock'n'roll Biznis
- 1992 – Himlen gråter för Elmore James
- 1995 – Svenska popfavoriter Mats Ronander (opsamling)
- 1996 – Innanför staden
- 2001 – Mats
- 2003 – Bästa
- 2006 – Ronander Live